# Rosina (distrikt i Bulgarien)
Rosina (bulgariska: Росина) är ett distrikt i Bulgarien.   Det ligger i kommunen Obsjtina Tărgovisjte och regionen Tărgovisjte, i den nordöstra delen av landet, 260 km öster om huvudstaden Sofia.